# Gianluca Pessotto
Gianluca Pessotto (Latisana, Provincia de Udine, Italia, 11 de agosto de 1970) es un exfutbolista italiano. Jugaba en la posición de defensa y terminó su carrera en la Juventus FC de la Serie A de Italia.

## Trayectoria
Con sus 173 cm de alto y sus 72 kg de peso Pessotto inició su carrera competitiva en el equipo juvenil del Milán, del que pasó después al Varese con el que disputó 30 partidos y marcó un gol en la serie C2 en la temporada 89-90. El año siguiente subió de categoría al pasar a la Massese, con la que marcó un gol en 22 partidos.
Después de las positivas experiencias vividas en la Serie B con el Bologna y el Hellas Verona, en la temporada 94-95 hizo su debut en la serie A con el Torino... el 4 de septiembre de 1994 en el partido Torino-Inter de Milán (0-2). Jugó con este equipo un total de 32 partidos y marcó un gol, para pasar después a la Juventus.
Titular hasta la temporada 01-02, que lo destinó a tres meses de inactividad; esta pausa, unida al éxito logrado por Zambrotta en su puesto, lo fueron dejando poco a poco apartado en el banquillo. En el campo siempre fue útil y prefirió no llamar la atención, dando siempre una imagen de fiabilidad y tranquilidad que le han permitido tener una constancia en el rendimiento envidiable.
Concluyó su carrera en activo en 2006, aceptando el 27 de mayo el puesto de entrenador de la Juventus en el puesto de Alessio Secco, nombrado director deportivo.

## Selección nacional
Ha sido internacional con la Selección de fútbol de Italia en 22 ocasiones. Participó en el Mundial de 1998 y en la Eurocopa de 2000. Precisamente en la final de la competición europea de 2000, a pase de tacón de Totti, efectuó el pase que permitió a Delvecchio adelantar momentáneamente a los azzurri. La final terminó en 2-1 para Francia, gracias al gol de oro marcado por Trezeguet, futuro compañero de equipo de Pessotto en la Juventus.

### Participaciones en Copas del Mundo
| Mundial                        | Sede    | Resultado    |
| ------------------------------ | ------- | ------------ |
| Copa Mundial de Fútbol de 1998 | Francia | 4.º de final |

## Clubes
| Club              | País   | Año       |
| ----------------- | ------ | --------- |
| Varese            | Italia | 1989-1991 |
| U.S. Massese 1919 | Italia | 1991-1992 |
| Bologna FC        | Italia | 1992-1993 |
| Hellas Verona     | Italia | 1993-1994 |
| Torino FC         | Italia | 1994-1995 |
| Juventus FC       | Italia | 1995-2006 |

## Palmarés

### Campeonatos nacionales
| Título              | Club        | País   | Año     |
| ------------------- | ----------- | ------ | ------- |
| Serie A             | Juventus FC | Italia | 1996-97 |
| Supercopa de Italia | Juventus FC | Italia | 1997    |
| Serie A             | Juventus FC | Italia | 1997-98 |
| Serie A             | Juventus FC | Italia | 2001-02 |
| Supercopa de Italia | Juventus FC | Italia | 2002    |
| Serie A             | Juventus FC | Italia | 2002-03 |
| Supercopa de Italia | Juventus FC | Italia | 2003    |

### Copas internacionales
| Título                | Club        | País   | Año     |
| --------------------- | ----------- | ------ | ------- |
| UEFA Champions League | Juventus FC | Italia | 1995-96 |
| Supercopa de Europa   | Juventus FC | Italia | 1996    |
| Copa Intercontinental | Juventus FC | Italia | 1996    |
| Copa Intertoto        | Juventus FC | Italia | 1999    |

## El incidente
La mañana del 27 de junio de 2006 Pessotto cayó de un ático de la sede de la Juventus; al parecer llevaba un rosario entre las manos. De las primeras indagaciones de la prensa emergieron opiniones que ponían en duda que el incidente hubiera ocurrido por accidente. Al conocer lo ocurrido Zambrotta, Del Piero y Ciro Ferrara dejaron momentáneamente el retiro del Mundial de Alemania para visitarlo en el hospital.
En su honor, tras la victoria italiana por 3 a 0 frente a la selección de Ucrania en los cuartos de final, sus compañeros mostraron una bandera italiana con el lema "Pessottino siamo con te" (Pessottito, estamos contigo). Tras la victoria en la final de dicho campeonato diversos jugadores italianos, entre ellos Del Piero y Cannavaro, recordaron en los momentos de alegría a su excompañero de equipo, llevándole la copa a la habitación del hospital en el que se encontraba ingresado.
El día 17 de julio de 2006 fue declarado fuera de peligro mortal por los médicos del Hospital Molinette de Turín. El 5 de septiembre abandonó dicho hospital para trasladarse a la Clínica Fornaca di Sessant. Su situación fue declarada como óptima por la plantilla sanitaria.
El 3 de enero de 2007 el exfutbolista concedió una entrevista televisiva en la que afirmaba que quería dejar todo atrás para comenzar una nueva vida .

## Curiosidades
Tiene un hermano, Giovanni Pessotto Vanni, que es también jugador profesional aunque nunca ha debutado en la máxima categoría. Ha jugado en la temporada 05-06 en el Spezia, logrando un histórico ascenso a Serie B.